# Carlotto Orsini
Carlotto Orsini (* um 1522; † 28. Juli 1554 in Foiano della Chiana) war ein italienischer Condottiere und Herr von Mugnano.

## Leben
Carlotto wurde um 1522 als Sohn von Fausto Orsini, aus dem Familienzweig von Mugnano, und Lavinia Cantelmo geboren.
Über seine Ausbildung und Jugendjahre ist nichts bekannt. Seine erste größere militärische Aktion ist im Jahr 1551 bekannt, als er gegen die Franzosen im Krieg um Parma kämpfte. Als Piero Strozzi die Verteidigung Parmas übernahm, zog er mit Alessandro Vitelli zur Belagerung von Mirandola.
Im Jahr 1552 nahm er an der Eroberung der Festung von Sant’Antonio teil. In Faenza stationiert, wurde einer seiner Soldaten von den Bewohnern getötet. Bei den folgenden Unruhen wurde Carlotto gezwungen beim Gouverneur Matteo Marcolini in einem Kloster Zuflucht zu suchen.
Ab der Jahresmitte 1552 trat er in den Sold des Herzogs von Florenz Cosimo de’ Medici und kämpfte weiterhin gegen die Franzosen. Als der Aufstand von Siena bekannt wurde, verließ er mit Rodolfo Baglioni Pisa und begab sich nach Staggia, um mit einer Reiterkompanie die Grenzen zu bewachen.
Im Sommer 1553 zog er mit Chiappino Vitelli nach Korsika, um gegen die Franzosen zu kämpfen. Auf Korsika konnten sie ohne Probleme an Land gehen, da die Franzosen keine Kavallerie zur Verfügung hatten. Nachdem sie Pier Antonio Valentone und Vitello della Rebbia zum Rückzug gezwungen hatten, belagerten sie Saint-Florent.
Nach dem Fall von Saint-Florent kehrt er in die Toskana zurück. Er wurde in Montepulciano stationiert und drang immer wieder in die von den Päpsten kontrollierten Gebiete ein, um die Versorgungskonvois des Gegners abzufangen. Gemeinsam mit Bartolomeo Greco und Rodolfo Baglioni plünderte er das Gebiet von Lucignano und zerstörte die Häuser und Mühlen.
Mitte Juli 1554 zog er nach Foiano della Chiana, wo er von den Strozzi mit den verbündeten Franzosen angegriffen wurde. Auf Befehl von Gian Giacomo Medici musste er zwei Tage lang ausharren. Nach einem intensiven Artilleriebeschuss von 10 Stunden wurde die Mauer auf einer Länge von 25 Metern zerstört. Die Franzosen drangen in die Stadt ein, plünderten sie und töteten die Verteidiger. Carlotto starb in der Festung nach einem Arkebusentreffer am Kopf.

## Ehe und Kinder
Er heiratete Faustina Baglioni und hatte zwei Kinder,
einen Sohn, Carlotto Fausto Orsini, Herr von Mugnano,
und eine Tochter, Claudia.